# Gaillac-Toulza
Gaillac-Toulza är en kommun i departementet Haute-Garonne i regionen Occitanien i södra Frankrike. Kommunen ligger i kantonen Cintegabelle som tillhör arrondissementet Muret. År 2022 hade Gaillac-Toulza 1 331 invånare.

## Befolkningsutveckling
Antalet invånare i kommunen Gaillac-Toulza
Referens:INSEE